# Tijdvakbelasting
Met tijdvakbelasting bedoelt men belastingsoorten waarvan de omvang van de belastingschuld pas kan worden bepaald na het einde van het belastingtijdvak. Zo kan pas na afloop van het belastingjaar worden vastgesteld hoeveel kubieke meter water een bedrijf heeft geloosd op het riool in het desbetreffende belastingjaar.
Hieronder kunnen onder andere vallen de afvalstoffenheffing, de rioolheffing en de hondenbelasting.